# Учалінська збагачувальна фабрика
Учалінська збагачувальна фабрика — підприємство гірничорудної промисловості в Башкортостані.
Ще в другій половині 1950-х Учалінський гірничо-збагачувальний комбінат почав розробку колчеданних руд Учалінського родовища та родовища «XIX партійний з'їзд». Певний час ГЗК не мав власної збагачувальної фабрики, при цьому відомо, що руда з першого кар'єру на родовищі «XIX партійний з'їзд» завдяки високому вмісту металу відправлялась на переплавку навіть без збагачення. Нарешті, в 1968-му в Учалах почали запуск збагачувального майданчику, який в 1974-му вийшов на проєктний рівень у 3,5 млн тонн руди на рік. Фабрика продукувала мідний, цинковий та піритний концентрати.
Станом на кінець 20 століття фабрика переробила 104 млн тонн руди, при цьому в її хвостосховищі накопичилось 38 млн тонн.
З плином часу на збагачення почала надходити руда й з інших рудників комбінату — Молодіжного, Узельгинського, Західно-Озерного, Озерного. Станом на початок 2020-х велось будівництво Ново-Учалінського рудника.